# 1812年战争
1812年战争（英語：War of 1812），又稱第二次美國獨立戰爭（Second American War of Independence）、第二次美國革命（Second American Revolution）、美英戰爭，是美国方同盟与英国方同盟之间发生于1812年至1815年的战争。名義上是美国正式向英国宣战，然而英国军队有50%兵员是加拿大的民兵；同时，美洲原住民部落由于种种原因也卷入了战争。
1812年6月18日，美国向英国宣战。1812年至1813年，美国攻击英国北美殖民地加拿大各省。1813年10月至1814年3月，英国在欧洲击败拿破仑，将更多的兵力增援北美战场。英国占领美国的缅因州，并且一度攻占美国首都华盛顿，對美国国会大厦和白宮進行了名為華盛頓大火的焚燒行動。但是英国陆军在美国南部的路易斯安那州战场、尚普蘭湖戰役、巴爾的摩戰役、新奧爾良戰役中多次遭到挫败，并且海军也遭受败局。1815年双方停战，边界恢復原状。

## 起因
美國獨立戰爭结束后，英美之间的主权之争并未停止。作为英国殖民地的加拿大省，人口稀少，防御松懈。此時英國正與法軍交戰，無暇顧及美洲事務，美國欲乘機向北扩张，并且期待加拿大居民将美国军队视为解放者。
1812年，美国卸任总统托马斯·杰斐逊说：“今年将加拿大地区兼併，包括魁北克，只要向前进，向哈利法克斯进攻，最终将英国势力彻底逐出美洲大陆。”美国必须控制整个北美洲大陆的信念后来被称为美国的「昭昭天命」。但是英国也有战略优势。在圣劳伦斯河边界地区，北岸的加拿大一侧人口密度和基础设施水平比南岸的美国高出两倍。
美国声称大英帝国在以下三个方面侵犯其主权：
1. 英国不遵守美國獨立戰爭后双方1783年达成的巴黎条约：拒绝移交西部地区军事要塞，并且武装印地安人，威胁美国的西部边陲。
2. 皇家海军拦截美国商船追捕逃兵，强征美国海员入伍——这些人虽然出生于英国，但已归化为美国公民。
3. 英法之间的拿破崙戰爭导致的贸易禁运，使上百艘美国商船被皇家海军扣押，美国的中立国地位未被尊重。

1811年，美国众议院的鹰派议员鼓动战争。1812年6月18日，詹姆斯·麦迪逊总统向国会发表演讲后，国会投票宣战。有趣的是，英国为了避免对美战争而解除贸易禁运的消息在开战以后才姗姗来迟。

## 进程

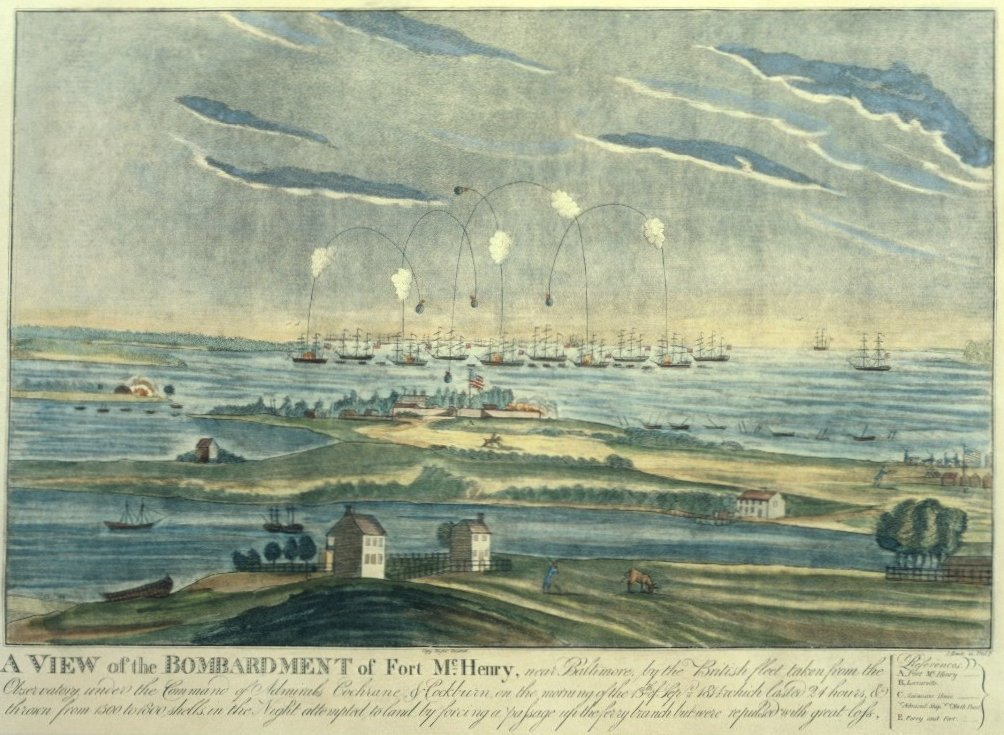
麦克亨利要塞战斗，弗朗西斯·斯科特·基为此写下的星条旗歌成为美国国歌

虽然战前双方之间已经有长期的外交纷争，但是战事爆发時，均未充分备战。英国被拿破崙戰爭拖住，不得不将大部分精锐海陆武装力量部署在欧洲。英国在北美的最高军事长官得到的指示是，克制进犯行动，以避免从欧洲和英国其他殖民地调兵增援。1812年，英国在加拿大的正规军只有5,004人，辅以加拿大民兵。战争期间，英国对拿破仑的战争结束后才将大批战舰调往美国海域。
美国方面也未做好战争准备。1812年，陆军正规部队只有不到12,000兵员。开战后，虽然美国国会批准扩军至35,000人，但是士兵多为志愿兵而且民众不热衷行伍，极度缺乏受过正规训练的军官，部队战斗力不足。
战争在四条战线上展开：
1. 大西洋
2. 大湖地区和加拿大边境
3. 美国海岸
4. 美国南部州

### 大西洋上的战斗
英国拥有当时世界最强的海军力量。1812年，英國皇家海軍在美洲水域部署了97艘軍舰。其中有11艘战列舰和34艘护卫舰。美國海軍相形見絀，成立後不到二十年的美国海军仅有22艘軍舰，大部分为护卫舰，而且比皇家海军的同类軍舰笨重。英国人的策略是保护来往于加拿大的商船，同时封锁美国港口，限制其贸易活动。鉴于总体数量处于劣势，美国海军的策略是打完就撤，缴获战利品，只有在数量占相对优势的前提下才与皇家海军交战。英国报纸讥讽年轻的美国海军只是街头流氓组成的乌合之众。
然而在战争初期，美国海军取得了一系列胜利，俘获大量英国船只，甚至包括三艘皇家海军战舰。美国海军的战果令皇家海军对其刮目相看。于是英国派遣大量舰艇，对美国港口进行更为严厉的封锁，使英国可以从容地将大量陆军部队运送到美国海岸，一个重要战果是英国陆军于1814年8月24日攻占了美国首都华盛顿特区，并且焚烧了总统官邸（白宮），史稱「華盛頓大火」。

### 大湖地区和加拿大边境的军事行动

#### 入侵加拿大，1812
西部战场集中在伊利湖和安大略湖之间的尼亚加拉河一线，以及圣劳伦斯河和尚普蘭湖地区，是1812年美军进攻的重点。如果美军直扑圣劳伦斯河防线，占领蒙特利尔和魁北克城，那么英军的补给线就被切断，加拿大西部地区将无法坚守。
在休伦湖圣约瑟岛的英国驻军比附近的美军更早得到战争爆发的消息，并且先发制人。1812年7月17日，聖約瑟島英軍突襲鄰近的美國麥基諾島的要塞，迫使美国守军不戰而降。
7月12日，美国陆军中将威廉·胡尔率领民兵为主的部队，从底特律向加拿大阿默斯特堡堡壘進軍，在卡納德河畔與加拿大英軍發生若干小規模衝突後，胡爾認為攻堅裝備不足而決定撤軍，8月3日胡爾獲知麥基諾島淪陷的消息，進一步放棄已控制的加拿大領土。8月13日進入阿默斯特堡堡壘的英国陆军少将艾萨克·布洛克爵士掌握胡爾軍隊的若干情報後，決定攻擊底特律。8月16日，英軍藉著砲擊與心理戰讓在底特律的胡尔将军投降，此次戰役被稱為底特律圍城戰。此後布洛克迅速挥师伊利湖东岸，击退了美军的进犯，但在10月13日的昆士顿高地战斗中阵亡。
美国人在1812年最后一次对加拿大的进攻发生在尚普兰湖地区。由于参战的美国民兵拒绝离开美国本土作战，进攻遭遇失败。相形之下，加拿大民兵表现相当优秀。英裔加拿大人多数是美國獨立戰爭后流亡加拿大的保皇派，传统上忠於英国王室；法裔加拿大人多是天主教徒，一向厭惡美国的反天主教情绪；二者共同反对美国企圖占领加拿大。

#### 美国西北部，1813

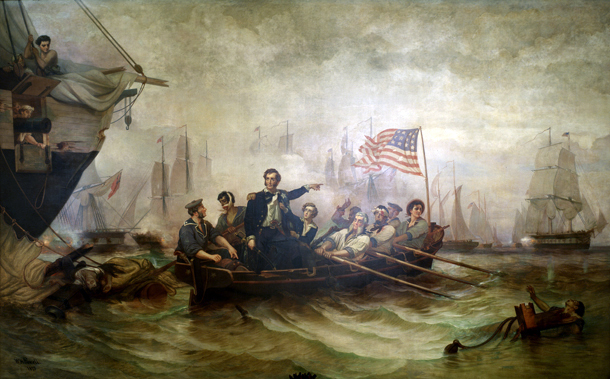
伊利湖战斗

胡尔将军投降后，威廉·亨利·哈利森将军负责指挥西北地区美军，并试图夺回底特律。英国守军指挥官是亨利·普罗克特上校。1813年1月22日，哈利森的部队在法兰西镇战斗中受挫，普罗克特将战俘移交给印地安部落的盟友，其中60名战俘遭到杀害。美军收复底特律的行动宣告失败。

##### 俄亥俄战役
1813年5月，普罗克特率军包围俄亥俄州梅格斯要塞。美国援军被印地安部落击败，但是要塞并未失陷。印地安人随后撤退，普罗克特也被迫回撤加拿大。同年7月，普罗克特再次包围梅格斯要塞，仍然遭受了失败。为了鼓舞印地安盟友的士气，普罗克特袭击了史蒂文森要塞，然而进攻部队遭到巨大杀伤，被迫撤退。俄亥俄战役就此结束。
1813年9月10日，奥利佛·佩里上尉率美军发动伊利湖战役并取得决定性胜利，美军完全控制了该湖。经歷数次失败的美军因此士气大振，英军被迫撤出底特律。10月5日，哈利森在托马斯战斗中获胜，击毙印地安酋长，这一胜利彻底终结了英国与印地安部落的联盟。美国人重新控制底特律直到战争结束。

#### 尼亚加拉前线，1813
因为陆地交通不便，大湖和圣劳伦斯河走廊地区的控制权变得至关重要。双方在1812－1813年都在忙于造军舰。
1813年4月27日，美军进攻上加拿大首府约克（今多伦多），放火烧毁了议会和众多民房，导致很多平民在寒冬中露宿街头。在指挥官的纵容下，美军士兵还抢劫了大量平民和公共的财物。然而金斯敦的战略位置更加重要，它控制着圣劳伦斯河以及英军的补给。英军牢牢地控制住了金斯敦。
1813年5月27日，美军海军陆战队从安大略湖攻击尼亚加拉河北部的乔治要塞，用很小的代价将其占领。6月5日英军反攻，收复失地。
在安大略湖，双方海军有三次交手，均未取得决定性战果。1814年，英国建成装备有112门炮的战舰圣劳伦斯号，凭借装备上的压倒优势，完全取得了安大略湖的控制权。

#### 圣劳伦斯河及下加拿大地区
美国人几乎没有对圣劳伦斯河上的英军补给运输交通进行阻挠，所以英国人可以源源不断地将援兵和物资运送到上加拿大地区。
1813年早期，双方在安大略的Prescott和纽约州的Ogdensburg之间互有几次攻防。
1813年末期，美军策劃了几次进攻蒙特利尔的行动。因为指挥官之间不睦，缺乏互相支援，进攻在边界即受阻，计划最终破局。

#### 尼亚加拉战役，尚普兰湖战役，1814

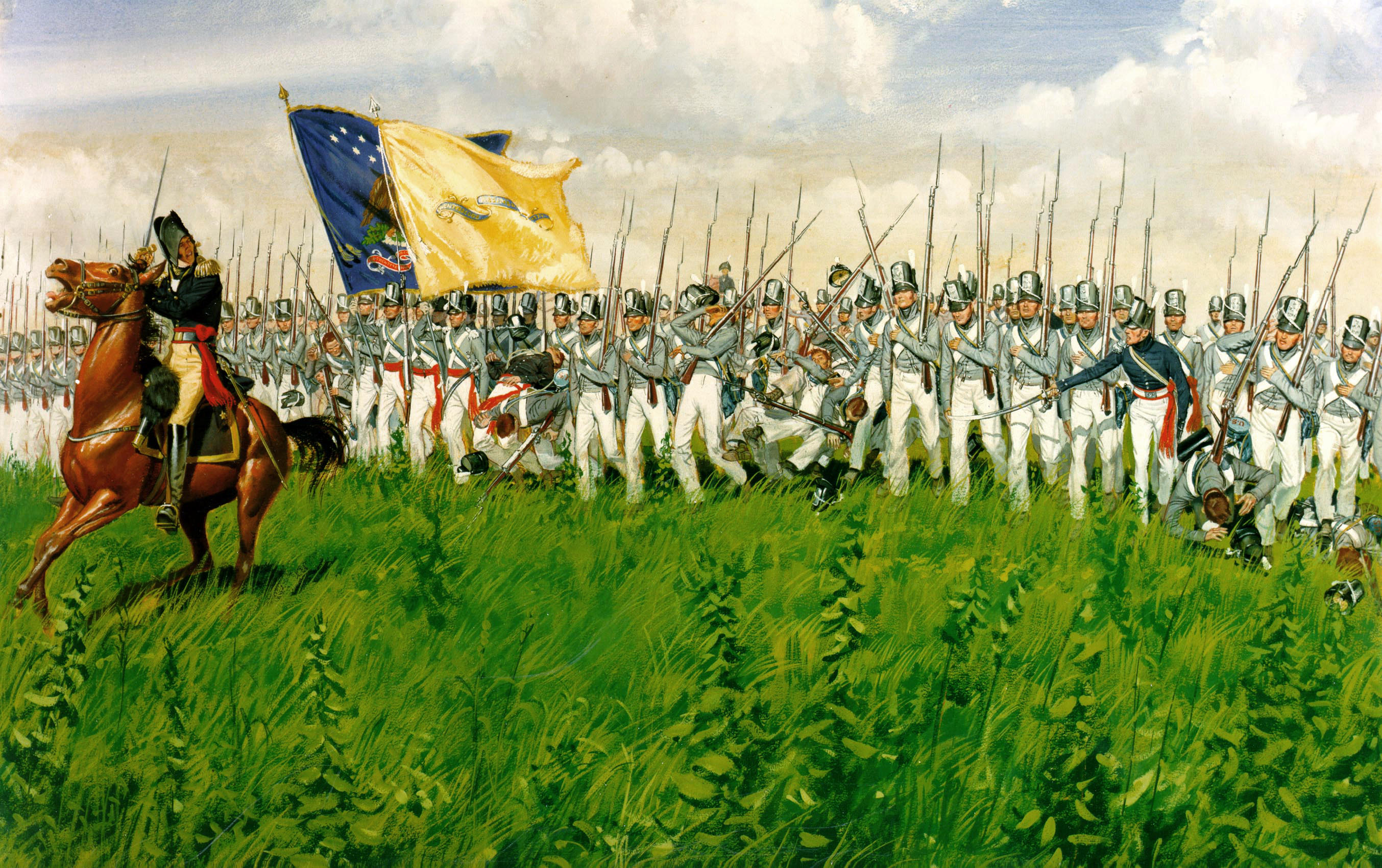
奇帕瓦戰役中的温斯菲尔德将军

1814年，杰克·布朗和温菲尔德·斯科特将军大幅提高了美军的纪律和战斗力。他们重新发动了对尼亚加拉半岛的进攻，并迅速夺取了伊利湖要塞。7月5日，斯科特·温斯菲尔德将军在奇帕瓦戰役中取得了决定性胜利，但美军的进一步军事行动受挫。英军反击，并保卫了伊利湖要塞。由于补给困难，美军被迫撤离尼亚加拉半岛。
随着拿破仑皇帝被废黜，英国把部署在欧洲的兵力转移到美洲战场，并向美国大举进攻。但是英国已经改变了策略，试图与美国谋和。英国人的进攻遭受挫折，特别是1814年9月11日在尚普兰湖战役遭到惨重打击，令美国人完全控制了尚普兰湖地区。

#### 西部，1814
1814年，美国人从底特律派遣六艘战舰，试图夺取麥基諾要塞。由正规军人和义勇军混编的部队于7月4日登陆。他们没有达到奇袭的效果，在前进途中被印地安人伏击，损失惨重，被迫撤退。
8月13日，美国人在諾特瓦索加灣发现敌人新建的基地，他们立即摧毁了那里的一切建筑物和正在建造的船只。留下两艘战舰继续封锁密其里麥基諾后，返回底特律。9月4日，英国人驾小独木舟悄悄靠近这两艘舰艇，并将其俘获。这一胜利使英军的諾特瓦索加灣补给线得到恢复。
由于得到当地印地安部落的有力支持，英国人在西部牢牢地控制住防线，直到战争结束。

### 美国海岸
战争初期，英国海军很难封锁整个美国海岸，况且他们还忙于追捕美国的私掠船。英国政府同时也需要从美国为在西班牙的驻军采购食品，因此保持了与新英格兰地区的贸易。1812年12月26日，英国宣布对德拉瓦河及奇萨比克湾进行封锁。1813年11月，封锁范围扩大到罗得岛以南海岸。1814年5月31日，封锁全部美国海岸。同时，英国军官与美国商人之间保持不少非法交易。美国政府开始向非法交易者发放许可证，这样有益于国家的商业活动。英国海军的压倒优势使他们能够占领奇萨比克湾，摧毁美国的港口设施。
美国海岸战场上被遗忘的战斗是攻占缅因州，这是英国人取得的重要战果。在缅因取得的胜利意味着英国人在新不伦瑞克省取得巨大的领土利益。这场战争没有解决缅因与新不伦瑞克的边界争端，缅因在1820年加入美国联邦后，新的争端再次被挑起。直到1842年，双方才彻底解决领土分歧。
1814年英军占领缅因东部。英国国王向被占领土派遣了大量地方官员。根特条约后，英国归还了这部分领土。英国人在1815年4月才完全撤出，但是英国官员搜括了大量税金。这笔钱用来在新斯科舍省的哈利法克斯建立达尔豪西大学。

#### 奇萨比克战役，星条旗歌
英国人在此次战争中最出名的行动是为报复美国人对约克（今多伦多）的焚烧行为，因而纵火焚烧了华盛顿特区（包括白宫）。这一军事行动发生于1814年8月19至29日。8月24日，缺乏战斗经验的美国民兵在首都保卫战中被英军彻底击败，使通向首都华盛顿的门户洞开。詹姆斯·麦迪逊总统被迫逃亡到維吉尼亞，美国人士气大挫。
摧毁了华盛顿的公共建築后，英军继续进攻，下一个目标是夺取巴尔的摩。9月13日，英军向巴尔的摩港口的麦克亨利要塞进攻，受到了坚决的抵抗。长期的攻防战中，美国律师弗朗西斯·斯科特·基对此次战役有感而发，写下了后来成为美国国歌的著名诗篇星条旗歌。

### 美国南部
1814年3月，安德鲁·杰克逊将军率领田纳西州民兵，切诺基战士和正规军进攻了南部的克里克部落。虽然克里克人曾经与英国结盟，但是战斗的直接目的是为了控制克里克人在阿拉巴马州的土地。1,000名克里克人中有800人在3月26日的战斗中阵亡，餘部逃到阿拉巴马的蒙哥马利后投降。

#### 第一次鮑耶堡戰役
鮑耶堡位於美國密西西比州的一處堡壘，第一次鮑耶堡戰役發生在1814年9月14日至16日，為一場百人小戰役。戰役結果為美軍勝利，鮑耶堡的失敗讓英國人決定轉而進攻新奧爾良。

#### 新奥尔良战斗
1814年11月，安得鲁·杰克逊将军转移到路易斯安那州的新奥尔良。1814年12月至1815年1月，他率领部队保卫了这座城市，并击毙了英军指挥官爱德华·白金汉少将。美军於新奥尔良战斗中取得的重大胜利，令杰克逊成为闻名全国的英雄，且在日后将他推上总统宝座。

#### 英國封鎖美國東南沿海地區
在新奥尔良战斗的同時，英軍在1814年12月24日至1815年1月佔領了喬治亞州卡姆登縣，奪取了坎伯蘭島、圣西蒙斯島和彼得堡、聖塔曼尼堡，成功地封鎖美國東南沿海地區，在被告知根特條約的幾天後，英軍才離開該地區。

#### 最後一場戰役 第二次鮑耶堡戰役
新奥尔良战斗的失敗讓英軍返頭又攻鮑耶堡，這讓安得鲁·杰克逊将军警覺到鮑耶堡的戰略重要性，下令加強堡壘。然而這次英軍派千人部隊來襲，時間發生1815年2月7日至12日，最終結果英軍成功攻佔鮑耶堡，這也是1812年戰爭最後一場戰役。第二次鮑耶堡戰役結束之後，英軍原本再準備攻佔莫比爾，然而根特條約的消息傳到英軍取消計畫。

### 根特条约
两国外交官员在比利时城市根特签署和约，正式停战。但是因为当年交通不便，和约的消息没有及时到达新奥尔良。1815年2月17日，美国麦迪逊总统签署了《根特条约》，使之于次日生效。
根据和约条款，双方归还了占据的对方岛屿，美国人获得圣劳伦斯河的捕鱼权，所有的债务和财产纠纷都得到处理。次年，约翰·昆西·亚当斯指控英国违反和约，没有归还战争中俘虏的美国奴隶，但是英国人不承认奴隶为财产。

## 结果

美英雙方簽訂《根特條約》。英國海軍元帥詹姆斯·甘比爾，第一代甘比爾男爵與美國駐俄羅斯大使约翰·昆西·亚当斯相互握手。英國的戰爭暨殖民地副國務大臣亨利·古爾本手持紅色的文件夾。

根特条约使边界恢复到战前状态，双方均未做领土让步。此后整个十九世纪，英美两国基本上能够和平共处，1818年条约略微调整了东部边界；拿破崙戰爭结束后，皇家海军就已经停止强征美国海员服役。
这场战争是第一次、也是目前为止唯一一次，美国首都曾经被外国军队占领。

### 战争对美国的影响
这场和大英帝国的战争使美国民众爱国热情高涨，因此亦称为第二次独立战争，并导致反战的联邦党声势走弱以致从美国政坛彻底消失。
战后在温菲尔德·斯科特将军的倡导下，美国军事学院（西点军校）开始大力为美国军队培养职业军官。
此次战争对美国的制造业产生了巨大影响，战时英国对美国港口的封锁导致进口减少，却因此催生了美国本土的制造业，使美国经济朝着更加自主化的方向发展。
西南地区的战斗令美国与当地印地安部落冲突加剧。
作為美国总统官邸与主要办公场所的白宫得以重建，并正式粉刷为今天的纯白色外墙。

### 战争对加拿大的影响
这是一场关系到加拿大生死存亡的战争，促使加拿大的英语和法语两大殖民地居民联合起来对抗共同的敌人。抵抗入侵之敌强化了殖民地的内在凝聚，和对大英帝国的忠诚；战争的最重要结果是使英属北美殖民地于1867年联合为加拿大联邦。
在战争中，加拿大民兵表现杰出，而英军指挥官却很一般；这个出乎意料的事实被加拿大军事历史学家杰克·格拉纳斯坦称为「民兵之谜」，对未来加拿大军队的建军思想产生了深远影响──重视民兵建设，而非依赖职业军人。美军得到的经验恰恰相反，松散的民兵组织难以对付纪律严明的英国陆军。战争后期美国陆军取得的大部分胜利要归功于学习了英国和欧洲军队有纪律的战斗队形。
战争期间，英军指挥官一直担心美国人会封锁圣劳伦斯河，该河流经美加边境，河面狭窄；一旦航运受阻，部署在加拿大西部的英军就无法获得正常补给，而那里又剛好是陆战的主要战场，那么英国人很可能在开战后短短的几个月内被迫将加拿大西部领土拱手相让。战后，英国人惊奇地发现，美国人没动过封鎖聖勞倫斯河的念头；但是，英国人不指望对手会再次犯下如此简单低级的错误，于是着手开拓丽都运河。这个耗费巨大的工程将安大略湖畔的金斯顿与渥太华河连接起来，作为绕开圣劳伦斯河边境的备用水道，并使渥太華这个腹地小城变成加拿大的第四大城市暨首都；丽都运河于1832年竣工，但没有机会发挥预期的作用。

### 战争对英国的影响
与加拿大不同的是，今天的英国已经无人纪念这场战争。主要是同期的拿破崙戰爭更加重要且富有戏剧性，另外在结束战争的条约裡，英国没有得失。
皇家海军注意到，美国海军赢得了大多数一对一战斗，差距之大令他们感受到了羞辱。美国海军俘虏了大量英国商船，使当时的海运保险居高不下。但是皇家海軍在幾場海戰取得勝利，降低美國的士氣。此外，皇家海军凭借总体优势，成功地封锁了美国的海上贸易通道。皇家海军战后对造舰和火炮技术进行了改进。
英国陆军将这场战争视为小规模冲突，对自身的失败没有深入研讨。这些失败被威灵顿公爵在滑铁卢战役战胜拿破仑的空前成就所掩盖。

### 概覽
- Benn, Carl; The War of 1812 (2003)
- Berton, Pierre; Flames Across the Border: 1813-1814 (1981). ISBN 0-7710-1235-7 (hardcover)
- Berton, Pierre; The Invasion of Canada: 1812-1813 (1980). ISBN 0-7710-1244-6 (hardcover)
- Borneman, Walter R. 1812: The War That Forged a Nation (2004), popular
- Heidler, Donald & J, (eds) Encyclopedia of the War of 1812 (1997)
- Hickey, Donald R. Don't Give Up the Ship! Myths of the War of 1812. (2006) ISBN 0-252-03179-3 (hardcover).
- Hickey, Donald R. The War of 1812: A Forgotten Conflict. ISBN 0-252-01613-0 (hardcover); ISBN 0-252-06059-8 (1990 paperback).

### 起因與外交
- Brown, Roger H. The Republic in Peril: 1812 1964.
- Goodman, Warren H. "The Origins of the War of 1812: A Survey of Changing Interpretations," Mississippi Valley Historical Review, 28 (September, 1941), 171-86. in JSTOR
- Hacker, Louis M. "Western Land Hunger and the War of 1812," Mississippi Valley Historical Review, X (March, 1924), 365-95. in JSTOR
- Donald R. Hickey, "The War of 1812" in Julian E. Zelizer, ed. The American Congress (2004), pp 93-111
- Horsman, Reginald. The Causes of the War of 1812. 1962. ISBN 0-374-93960-8 (1972 printing); ISBN 0-498-04087-9 (2000 printing).
- Perkins, Bradford. Prologue to War: England and the United States, 1805-1812. 1961.
- Pratt, Julius W. Expansionists of 1812. (1925)
- Pratt, Julius W. "Western War Aims in the War of 1812," Mississippi Valley Historical Review, 12 (June, 1925), 36-50. in JSTOR
- Risjord, Norman K. "1812: Conservatives, War Hawks, and the Nation's Honor," William and Mary Quarterly, 3d ser., 18 (April, 1961), 196-210. in JSTOR
- Marshall Smelser. The Democratic Republic 1801-1815 (1968).
- Rutland, Robert A.  The Presidency of James Madison (1990)
- Stagg, John C. A.  Mr. Madison's War: Politics, Diplomacy, and Warfare in the Early American republic, 1783-1830. (1983).
  - Stagg, J. C. A.  "James Madison and the 'Malcontents': The Political Origins of the War of 1812,"  William and Mary Quarterly (Oct., 1976)
  - J.C.A. Stagg, "James Madison and the Coercion of Great Britain: Canada, the West Indies, and the War of 1812," in The William and Mary Quarterly(Jan., 1981) in JSTOR
- Taylor, George Rogers, ed. The War of 1812: Past Justifications and Present Interpretations (1963), selections from historians and primary sources

### 陸軍與海軍
- Berube, Claude G. and Rodgaard, John R., A Call to the Sea: Captain Charles Stewart of the USS Constitution. (2005)
- Elting, John R. Amateurs, To Arms! A Military History of the War of 1812. 1991. ISBN 0-945575-08-4 (hardcover); ISBN 0-306-80653-3 (1995 Da Capo Press paperback).
- Hickey, Donald. The War of 1812: A Forgotten Conflict. 1989. ISBN 0-252-01613-0 (hardcover); ISBN 0-252-06059-8 (1990 paperback).
- Mahan, Alfred Thayer. The influence of sea power upon the War of 1812 2 vols (1905)
- Owsley, Frank. Struggle for the Gulf borderlands: the Creek War and the battle of New Orleans 1812-1815 (1981)
- Quimby, R., The US Army in the War of 1812: an operational and command study 2 vols (1997)
- Remini, Robert V. The Battle of New Orleans: Andrew Jackson and America's First Military Victory (1999)
- Roosevelt, Theodore。eTextArchive-It的存檔，存档日期2006-02-21 at Project Gutenberg. The Naval War of 1812 (1882). Da Capo Press, 1999. ISBN 0-306-80910-9 (paperback)
- Skelton, William. 'High army leadership in the era of the War of 1812: the making and remaking of the officer corps,' William and Mary Quarterly 51 (1994) in JSTOR
- Stagg, J., 'Enlisted men in the United States Army 1812-1815,' William and Mary Quarterly 43 (1986) in JSTOR
- Stagg, J., 'Between Black Rock and a hard place: Peter B. Porter's plan for an American invasion of Canada in 1812,' Journal of the Early Republic 19 (1999) in JSTOR
- Stagg, J., 'Soldiers in peace and war: comparative perspectives on the recruitment of the United States Army, 1802–1815,' William and Mary Quarterly 57 (2000) in JSTOR

### 加拿大─美國─印第安
- Allen, Robert S. "His Majesty's Indian Allies: Native Peoples, the British Crown, and the War of 1812" in The Michigan Historical Review, 14:2 (Fall 1988), pp 1-24.
- Benn, Carl. The Iroquois in the War of 1812. Toronto: University of Toronto Press, 1998. ISBN 0-8020-4321-6 (hardcover); ISBN 0-8020-8145-2 (paperback).
- Berton, Pierre。The Invasion of Canada. Toronto: McClelland and Stewart, 1980. ISBN 0-316-09216-9.
- ———. Flames Across the Border. Toronto: McClelland and Stewart, 1981. ISBN 0-316-09217-7
- Burt, Alfred L. The United States, Great Britain, and British North America from the Revolution to the Establishment of Peace after the War of 1812. (1940)
- Calloway, C. Crown and calumet: British-Indian relations, 1783-1815 (1987)
- Carter-Edwards, Dennis. "The War of 1812 Along the Detroit Frontier: A Canadian Perspective", in The Michigan Historical Review, 13:2 (Fall 1987), pp. 25-50.
- ———. "On to Canada: Manifest Destiny and United States Strategy in the War of 1812" in The Michigan Historical Review, 13:2 (Fall 1987), pp. 1-24.
- Collins, G. Guidebook to the historic sites of the War of 1812 (1998)
- Sugden, John. Tecumseh: A Life. New York: Holt, 1997. ISBN 0-8050-4138-9 (hardcover); ISBN 0-8050-6121-5 (1999 paperback).
- Turner, W. British generals in the War of 1812: high command in the Canadas (1999)
- Zaslow, Morris (ed), The Defended Border. (1964). ISBN 0-7705-1242-9

### 原始文獻
- Dudley, W., (ed.) The Naval War of 1812: a Documentary History , 4 vols (1985-)
- Gellner, J. (ed), Recollections of the War of 1812: Three Eyewitnesses'Accounts (1964)
- Graves, D. (ed), Merry hearts make light days: the War of 1812 journal of Lieutenant John Le Couteur, 104th Foot (1993)
- Graves, D. (ed), Soldiers of 1814: American Enlisted Men's Memoirs of the Niagara Campaign (1996)
- Klinck, C. & Talman, J. (eds), The Journal of Major John Norton, 1816 (1970)
- Wood, W. (ed), Select British Documents of the Canadian War of 1812, 4 vols (1920-28)